# Alex Chola
Alexander Chola, plus connu sous le nom d'Alex Chola (né le 6 juin 1956 à l'époque au Congo belge et aujourd'hui en République démocratique du Congo, et mort le 27 avril 1993 dans l'océan Atlantique au large des côtes du Gabon lors d'un accident d'avion) est un joueur de football international zambien d'origine congolaise (RDC), qui évoluait au poste d'attaquant, avant de devenir ensuite entraîneur.

## Biographie

### Carrière de joueur

#### Carrière en club
Avec le club de Power Dynamos, il remporte un championnat de Zambie et deux Coupes de Zambie. Il joue la finale de Coupe d'Afrique des vainqueurs de coupe en 1982, perdue face à l'équipe égyptienne d'Al Moqaouloun al-Arab.

#### Carrière en sélection
Avec l'équipe de Zambie, il joue entre 1975 et 1985. 
Il figure dans le groupe des sélectionnés lors des Coupes d'Afrique des nations de 1978 et de 1982. La sélection zambienne se classe troisième de la compétition en 1982.
Il participe également aux Jeux olympiques d'été de 1980 organisés en Union soviétique. Lors du tournoi olympique, il joue deux matchs.
Il joue enfin 10 matchs comptant pour les tours préliminaires de la coupe du monde, lors des éditions 1978 et 1982.

### Carrière d'entraîneur
Avec le club de Power Dynamos, il remporte en tant que manager une Coupe de Zambie.

## Palmarès
| Power Dynamos - Championnat de Zambie (1) : - Champion : 1984. - Coupe de Zambie (2) : - Vainqueur : 1980 et 1982. - Coupe d'Afrique des vainqueurs de coupe : - Finaliste : 1982. |  | Power Dynamos - Coupe de Zambie (1) : - Vainqueur : 1990. |